# Rote Wand (Vorarlberg)
De Rote Wand is de op een na hoogste berg in het Lechbrongebergte in Vorarlberg, Oostenrijk. Hij stijgt 2704 meter boven de Adriatische Zee uit.
De berg dankt zijn rode kleur aan de liaskalk (ook wel Zwarte Jura) die opvallend aan de zuidkant zichtbaar is. Aan de noordkant ligt, net onder de top, een bijna weggesmolten gletsjer.
De berg is een geliefde bestemming voor geoefende bergwandelaars. D. Pappus was in 1610 de eerste die de top van de berg bereikte.

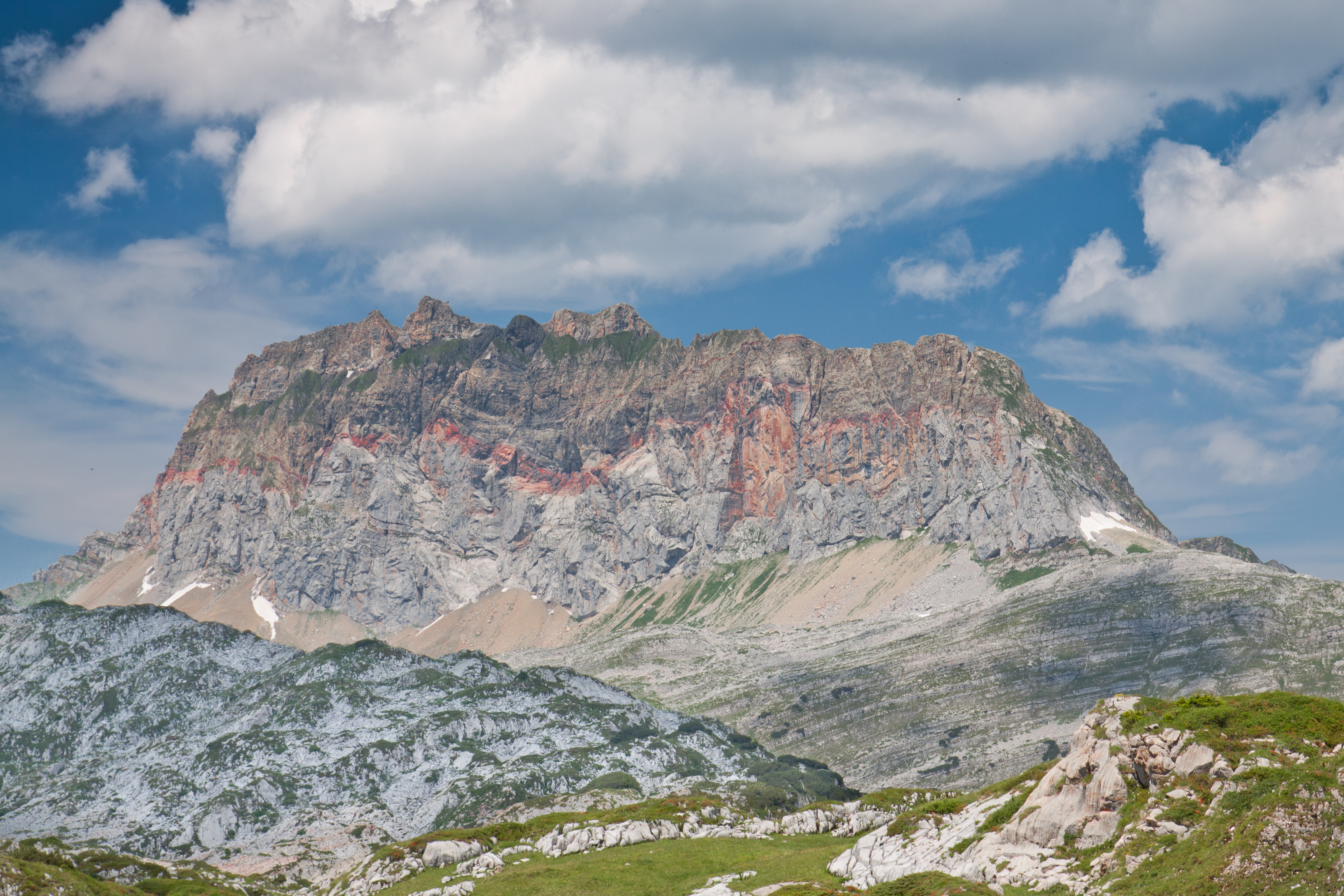
De rode kleur aan de zuidkant waaraan de berg zijn naam dankt.